# Universidad Técnica de Moldavia
La Universidad Técnica de Moldavia (UTM) (en rumano: Universitatea Tehnică a Moldovei) es una institución de educación superior técnica ubicada en la República de Moldavia; el único instituto de este tipo en el país en ser acreditado por el Estado.
La Universidad Politécnica de Moldavia fue fundada en 1964, bajo el nombre de "Instituto Politécnico de Chisináu," como un centro de ingeniería y especialidades económicas de la Universidad Estatal de Moldavia.
Desde 1964, la universidad ha crecido enormemente, produciendo 66.000 especialistas y convirtiéndose en un importante centro educativo, científico y cultural.

## Facultades

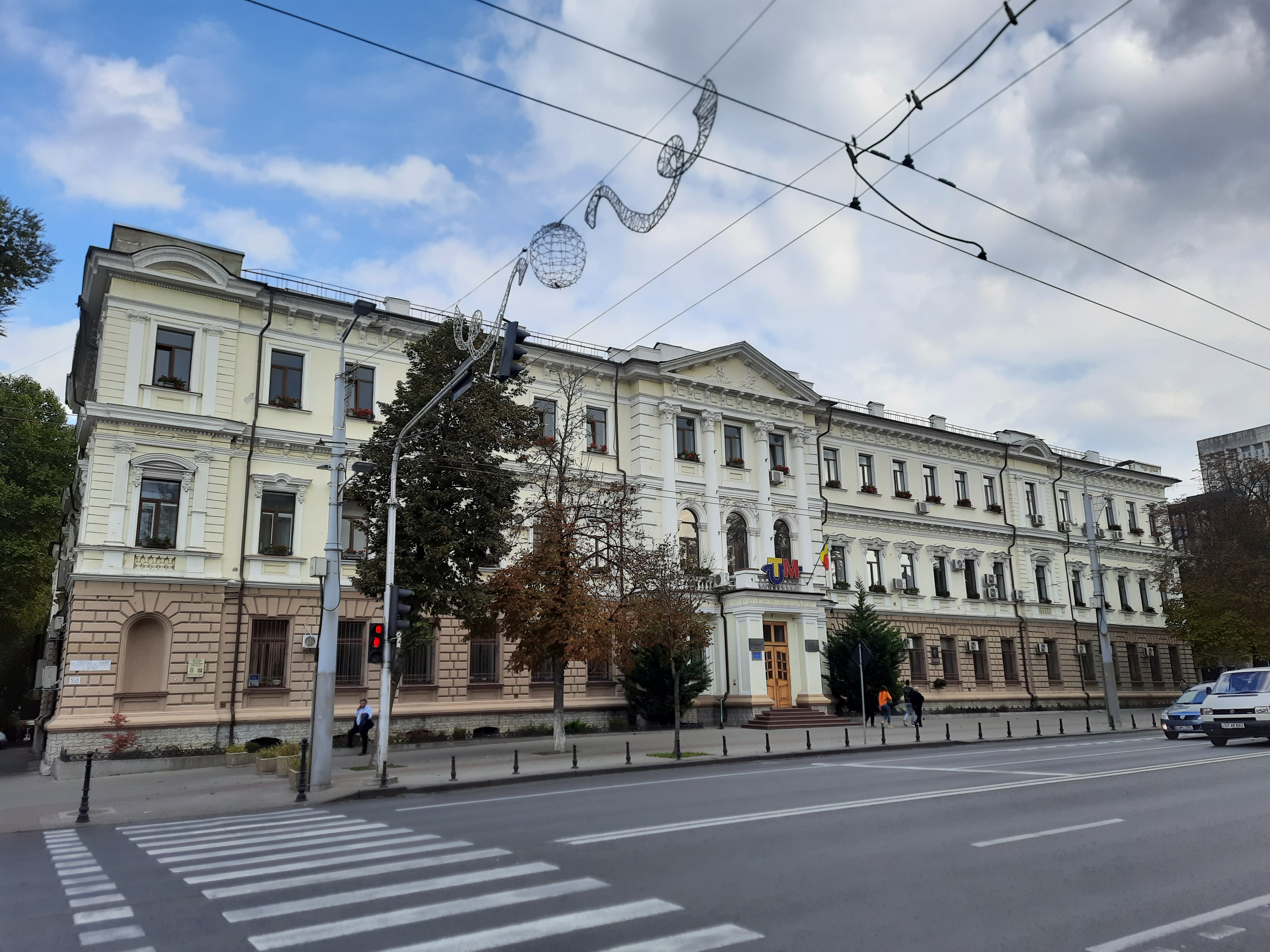
El edificio central de la universidad.

Actualmente, la Universidad Técnica de Moldavia cuenta con un contingente de aprox. 19.670 estudiantes cursan 80 especialidades en 11 facultades:
- Facultad de Electrónica y Telecomunicaciones
- Facultad de Ingeniería Energética y Eléctrica
- Facultad de Computación, Informática y Microelectrónica
- Facultad de Ingeniería Mecánica, Industrial y del Transporte
- Facultad de Tecnología de Alimentos
- Facultad de Urbanismo y Arquitectura
- Facultad de Construcción, Geodesia y Catastro
- Facultad de Ingeniería Económica y Business
- Facultad de Diseño

- Facultad de Ciencias Agrarias, Forestales y Ambientales

- Facultad de Medicina Veterinaria

## Administración

### Rectorado
- Viorel Bostan - rector
- Vladislav Reşitca – primer vicerrector, vicerrector de estudios
- Vasile Tronciu – vicerrector de investigación
- Daniela Pojar – vicerrectora de finanzas y relaciones internacionales
- Dinu Ţurcanu – vicerrector de digitalización

## Subdivisiones universitarias
- Dirección de Tecnologías de la Información y las Comunicaciones
- Dirección de Gestión Académica y Aseguramiento de la Calidad
- Dirección de Investigaciones Científicas
- Dirección de Gestión de Recursos
- Dirección Técnica
- Servicio de Relaciones Públicas y Promoción de Imagen
- Servicio de Relaciones Internacionales
- Centro de Orientación y Asesoramiento Profesional

## Observatorio Astronómico y Planetario de la Universidad Técnica de Moldavia
El Observatorio Astronómico y Planetario de la Universidad Técnica de Moldavia fue puesto en funcionamiento el 21 de abril de 2016 y fue diseñado como un edificio polivalente, que tiene como objetivos básicos:
- Realización de observaciones astronómicas científicas.
- Realización de observaciones astronómicas a nivel amateur.
- Promover la astronomía entre las masas mediante la organización de un círculo de astronomía;
- La presentación de diferentes lecciones tanto para los estudiantes de la Universidad Técnica, estudiantes de los liceos y gimnasios de la república, así como para todos aquellos apasionados por la astronomía.
- Organización de espectáculos de planetario para el público en general.

El Observatorio Astronómico y Planetario se construyó en tres niveles: en el primer nivel se encuentra el Planetario, en el segundo la sala de trabajo y en el tercero la torre donde está instalado el telescopio principal del Observatorio.